# Pincer-Ligand
Ein Pincer-Ligand ist ein tridentates Ligandsystem, welches meist an ein Übergangsmetall gebunden ist.

## Geschichte
Die ersten Pincer-Komplexe wurden in den 1970er Jahren von Christopher J. Moulton und Bernard L. Shaw veröffentlicht. Seither wurden viele unterschiedliche Ligand-Systeme synthetisiert und veröffentlicht.

## Eigenschaften
Pincer-Liganden sind so aufgebaut, dass sie mit zwei Donor-Atomen (zum Beispiel Phosphor, Stickstoff oder Schwefel) und einer σ-Bindung an das (Übergangs-)Metall binden können. Oft werden Phosphine als Donatoren verwendet, da sie einfach verändert werden können. So kann beispielsweise die Sterik sehr einfach verändert werden. Wenn der Pincer-Ligand über zwei Phosphor-Donatoren und mit einer Kohlenstoff-Metall σ-Bindung an das Metall gebunden ist, spricht man von einem PCP-Pincer-Liganden. Auch die Bindung mittels einer Stickstoff-Metall σ-Bindung ist möglich (PNP). Des Weiteren sind NCN-(Stickstoff-Kohlenstoff-Stickstoff) und SCS-(Schwefel-Kohlenstoff-Schwefel)-Ligandensysteme häufig.
Als Ligandrückgrat dienen meist Phenylsysteme. Allerdings sind auch aliphatische Systeme bekannt.
Werden die Liganden an ein Metall gebunden, ergeben sich coplanare Systeme, welche sehr starr sind. Dies führt zu einer erhöhten thermischen Stabilität des Systems.

Iridium-PCP-Pincer-Komplex
Ruthenium-PNN-Pincer-Komplex
Aliphatischer Palladium-PCP-Pincer-Komplex

## Anwendungen
Pincer-Liganden können in vielen katalytischen Prozessen eingesetzt werden: Aktivierung von Kohlenstoffdioxid (CO2), Stickstoff (N2), Polymerisation von Alkenen und Alkinen, Alkan-Dehydrogenierung und Transfer-Hydrierung.